# کارتاژ ایرلاینز
کارتاژ ایرلاینز (به انگلیسی: Karthago Airlines) یک شرکت هواپیمایی با کد یاتا 5R است که در تاریخ ۲۰۰۱ میلادی تأسیس شده است. دفتر مرکزی کارتاژ ایرلاینز در تونس، تونس واقع شده‌است و به ۳ مقصد، پرواز مستقیم انجام می‌دهد.